# Comuna Șiria, Arad
Șiria este o comună în județul Arad, Crișana, România, formată din satele Galșa, Mâsca și Șiria (reședința). Se află la limita de vest a Munților Zărand.

## Cetatea Șiriei
Cetatea este "...solidă din piatră ridicată pe o stânca roșie, strălucitoare...", zidită pe Dealul Cetății (496m), dominând regiunea. Rolul îndeplinit de cetate era strategic, de apărare și economic având arondate 110 sate.
Arhitectura cetății are câteva părți: corpul central clădit pe o stâncă de formă neregulată ovoidală cu diferențe de nivel. La vest peretele este lung de 24 m, înalt și cu găuri. Spre nord se văd rămășițele unui donjon (turn). A dispus de încăperi iar la subsol comunică în curtea exterioară printr-o ușă, care se închidea după necesități. Curtea exterioară avea dimensiuni de 36-38 m cu ziduri aproape intacte. Grosimea zidului este 130 cm, și înalt de 3,5 m. Spre nord este o deschizătură ce era una din porțile cetății. Peste șanțul din fața cetății a existat un pod mobil.
Donjonul și zidul înconjurător sunt părțile cele mai vechi ale cetății. Donjonul cu vârful ruinat, este lung de 109 m și lat de 18 m. În fața corpului central este un zid protector la o distanță de 2,5 m, închizând o barbacană. 
Zidul înconjurător are lungimea de 28 m, cu intrare doar din partea de vest. Șanțul cetății situat în fața curții exterioare avea în unele porțiuni adâncimea de 10 m și o lățime de 14 m, dar pe unele porțiuni a fost mai puțin abrupt. Tunelurile subterane au înălțime de 1,9 m și o lățime la bază de 1,8 m.
Porțile cetății sunt patru la număr:
- Poarta principală pe latura nord-est, cu o lățime de 2,9 m la bază, dispunând de doua deschizături alăturate: una mare pentru carosabil și alta mică dstinată pietonilor.
- Poarta pe latura verticală a zidului protector, realizând accesul peste șanțul lat de 12 m și adânc de 6 m.
- Poarta pe zidul laturii vestice a curții exterioare
- și ultima poartă (nesigură) în corpul central.

Materialele de construcție folosite sunt: piatră adusă din cariera Galsa, de la o departare de 3,5 km, varul stins direct pe piatră (mortar cald). Proveniența lui era din varnițele de la Agrișul Mare situate la 12 km distanță peste deal. Etapele de execuție ale lucrărilor de construcție au fost trei, succesive:
- Donjonul, cu construcțiile anexe: zidul înconjurător și o parte a corpului central (după invazia tătară la 1241 și a doua jumătate a sec. al XIII-lea).
- Corpul central și îngroșarea zidurilor cu contraforturi (în timpul domniei lui Iancu de Hunedoara).
- Amenajarea corpului central, curtea exterioară și zidul protector din fața corpului central de vest, în timpul stăpânirii familiei Báthory (a doua jumătate a sec. XV-lea și începutul celui celui de-al XVI-lea).

Sub stăpânirea turcilor zidurile au fost întărite sporind siguranța cetății în fața atacurilor dușmane. Stilul cetății este romanic, existând un donjon masiv, locuibil prevazut cu 2-3 etaje iar la partea superioară dispune de creneluri.

## Demografie
Componența etnică a comunei Șiria
     Români (77,79%)
     Romi (6,21%)
     Maghiari (1,38%)
     Alte etnii (0,72%)
     Necunoscută (13,89%)
Componența confesională a comunei Șiria
     Ortodocși (66,17%)
     Penticostali (11,73%)
     Baptiști (3,05%)
     Romano-catolici (2,46%)
     Adventiști (1,05%)
     Alte religii (1,34%)
     Necunoscută (14,2%)
Conform recensământului efectuat în 2021, populația comunei Șiria se ridică la 8.451 de locuitori, în creștere față de recensământul anterior din 2011, când fuseseră înregistrați 8.103 locuitori. Majoritatea locuitorilor sunt români (77,79%), cu minorități de romi (6,21%) și maghiari (1,38%), iar pentru 13,89% nu se cunoaște apartenența etnică. Din punct de vedere confesional, majoritatea locuitorilor sunt ortodocși (66,17%), cu minorități de penticostali (11,73%), baptiști (3,05%), romano-catolici (2,46%) și adventiști (1,05%), iar pentru 14,2% nu se cunoaște apartenența confesională.

## Politică și administrație
Comuna Șiria este administrată de un primar și un consiliu local compus din 15 consilieri. Primarul, Valentin Bot[*], de la Partidul Național Liberal, este în funcție din 2004. Începând cu alegerile locale din 2024, consiliul local are următoarea componență pe partide politice:
|  | Partid                    | Consilieri | Componența Consiliului | Componența Consiliului | Componența Consiliului | Componența Consiliului | Componența Consiliului | Componența Consiliului | Componența Consiliului | Componența Consiliului | Componența Consiliului | Componența Consiliului | Componența Consiliului | Componența Consiliului | Componența Consiliului |
|  | ------------------------- | ---------- | ---------------------- | ---------------------- | ---------------------- | ---------------------- | ---------------------- | ---------------------- | ---------------------- | ---------------------- | ---------------------- | ---------------------- | ---------------------- | ---------------------- | ---------------------- |
|  | Partidul Național Liberal | 13         |                        |                        |                        |                        |                        |                        |                        |                        |                        |                        |                        |                        |                        |
|  | Partidul Social Democrat  | 2          |                        |                        |                        |                        |                        |                        |                        |                        |                        |                        |                        |                        |                        |

## Personalități
- Antonia Bohuș (1803 - 1890) - rămasă în istorie prin ajutorul pe care l-a dat revoluționarilor închiși după anul 1849. Între aceștia s-a numărat și Eftimie Murgu. A dus de asemenea o activitate intensă pentru emenciparea femeilor.[nefuncțională]
[nefuncțională]
- Ioan Slavici (1848 - 1925), scriitor, jurnalist și pedagog român, membru corespondent (din 1882) al Academiei Române;
- Ioan Russu-Șirianu (1864 - 1909), ziarist, scriitor, politician român, deputat în Dieta Ungariei;
- Emil Monția (1887, Șicula - 1965), compozitor, culegător de folclor și avocat;
- Coriolan Petranu (1893 - 1945), primul istoric de artă român din Transilvania;
- Gheorghe Cefan (n. 1947), atlet.

## Atracții turistice
- Mănăstirea cu schitul de la Feredeu[nefuncțională]

### În Șiria
- Cetatea Șiriei, [nefuncțională]
aflata pe un deal învecinat, este o vasta constructie de piatra, azi in ruina. Mentionata documentar inca din sec.XIII, cetatea a fost amplificata in sec.XV. De plan elipsoidal, era intarita cu puternice turnuri de plan patrat. Inca putin cercetata arheologic.
- Castelul Bohuș a fost construit în prima jumătate a secolului al XIX-lea, în stil neoclasic. Conac de câmpie, este compus dintr-un singur corp cu 30 de camere. Din anul 1960, castelul găzduiește muzeul memorial al lui Ioan Slavici. De asemenea, în incinta lui funcționează o expoziție permanentă consacrată compozitorului Emil Monția. Sursa: Într-una din camere se găsesc relicve 1848-1849: picturi, scrisori, fotografii, câteva piese de mobilier, (masa pe care Artur Görgey a semnat actul de depunerea a armelor, armistițiul a avut loc pe 13 august 1849. Armata maghiară s-a predat generalul rus Rüdiger).
- Busturile lui Ioan Slavici, Mihai Eminescu și Ion Russu-Șirianu încadrează Castelul Bohuș. Primele două sunt operele sculptorului Ioan Tolan, în vreme ce ultimul este creația lui Constantin Bălăcescu
- monumentul Antoniei Bohuș
- Casa în care s-a născut Ioan Slavici, str. 85 Infanterie
- Biserica Sfinții Arhangheli Mihail și Gavril, (1700 - 1750)

### În Galșa
- Biserica Adormirea Maicii Domnului, (1746)
- Castelul din centrul satului construit în secolului al XVIII-lea, în stil baroc cu elemente neoclasice

### În Mâsca
- Biserica Adormirea Maicii Domnului, (1703)